# Castillo de San Joaquín
El Castillo de San Joaquín es una fortificación situada entre los municipios de Santa Cruz de Tenerife y San Cristóbal de La Laguna, en la isla de Tenerife (Canarias, España).
Es Bien de Interés Cultural, con categoría de Monumento.
Se encuentra en el barrio de Villa Benítez, junto al mirador de Vistabella.
Fue construido como batería para defender la ciudad de La Laguna de posibles asaltos en 1586, siendo reconstruida como castillo en 1780.
Es de planta cuadrada y tambores circulares en sus ángulos, existiendo sobre sus explanadas dos crujías paralelas separadas por un patio central. Su interior ha sido reformado en numerosas ocasiones según el uso al que era determinado; desde polvorín, pasando por palomar hasta prisión militar. Su aspecto externo y su planta no han variado a lo largo de los años aunque en la actualidad se encuentra prácticamente en ruinas.
En 1996, el Ministerio de Defensa lo enajenó a un particular a través de una subasta pública.

## Galería

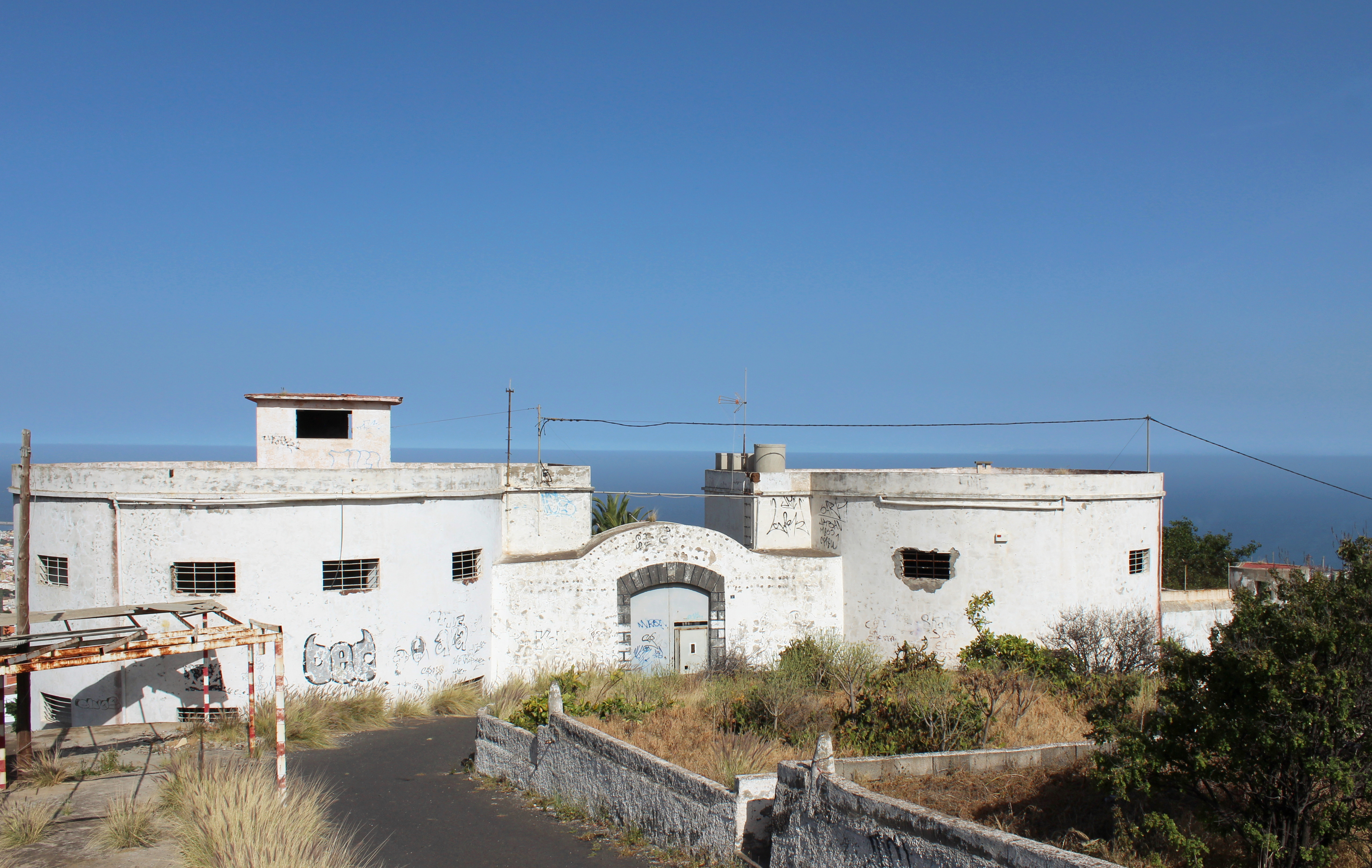
Fachada oeste
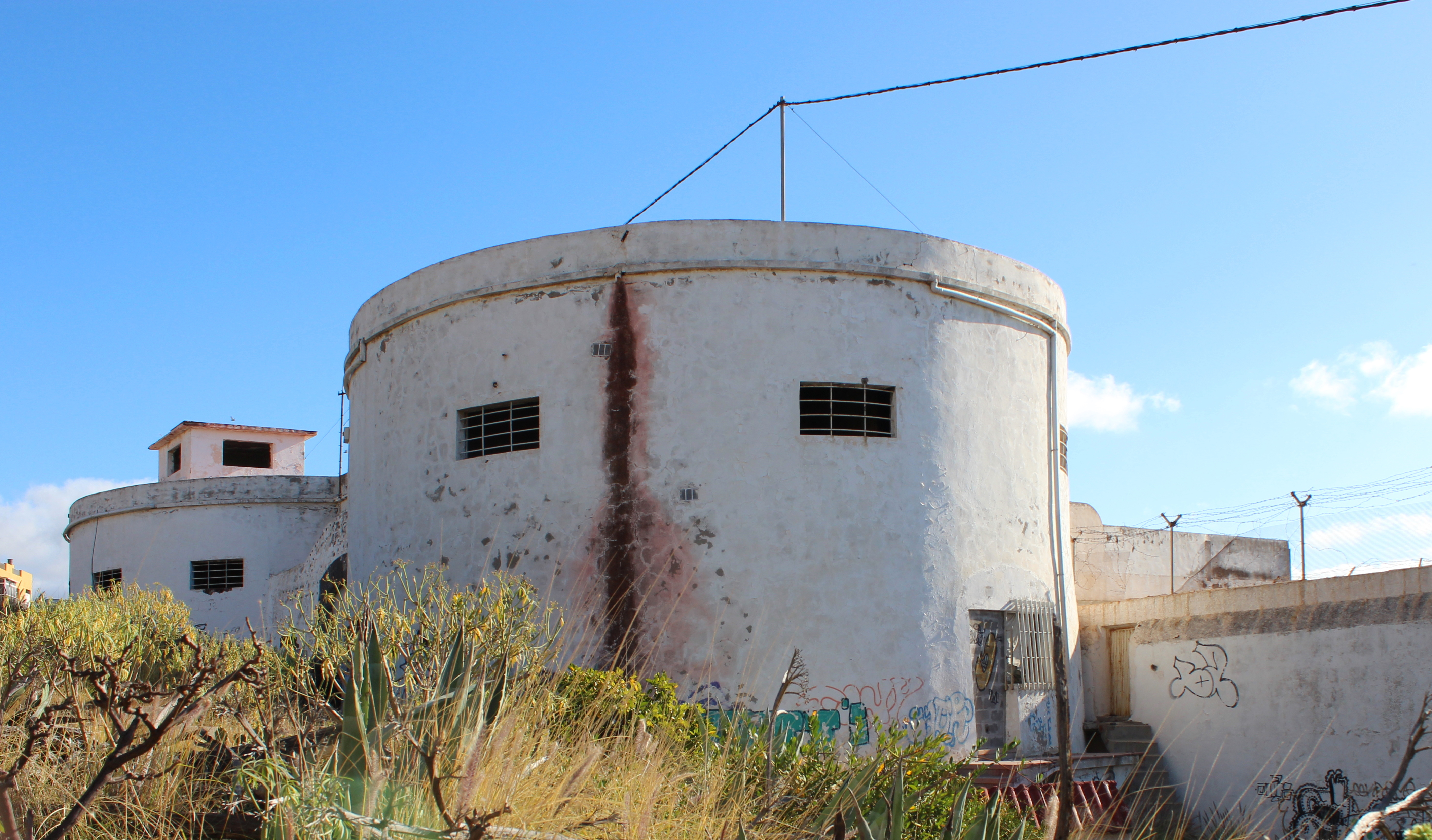
Detalle
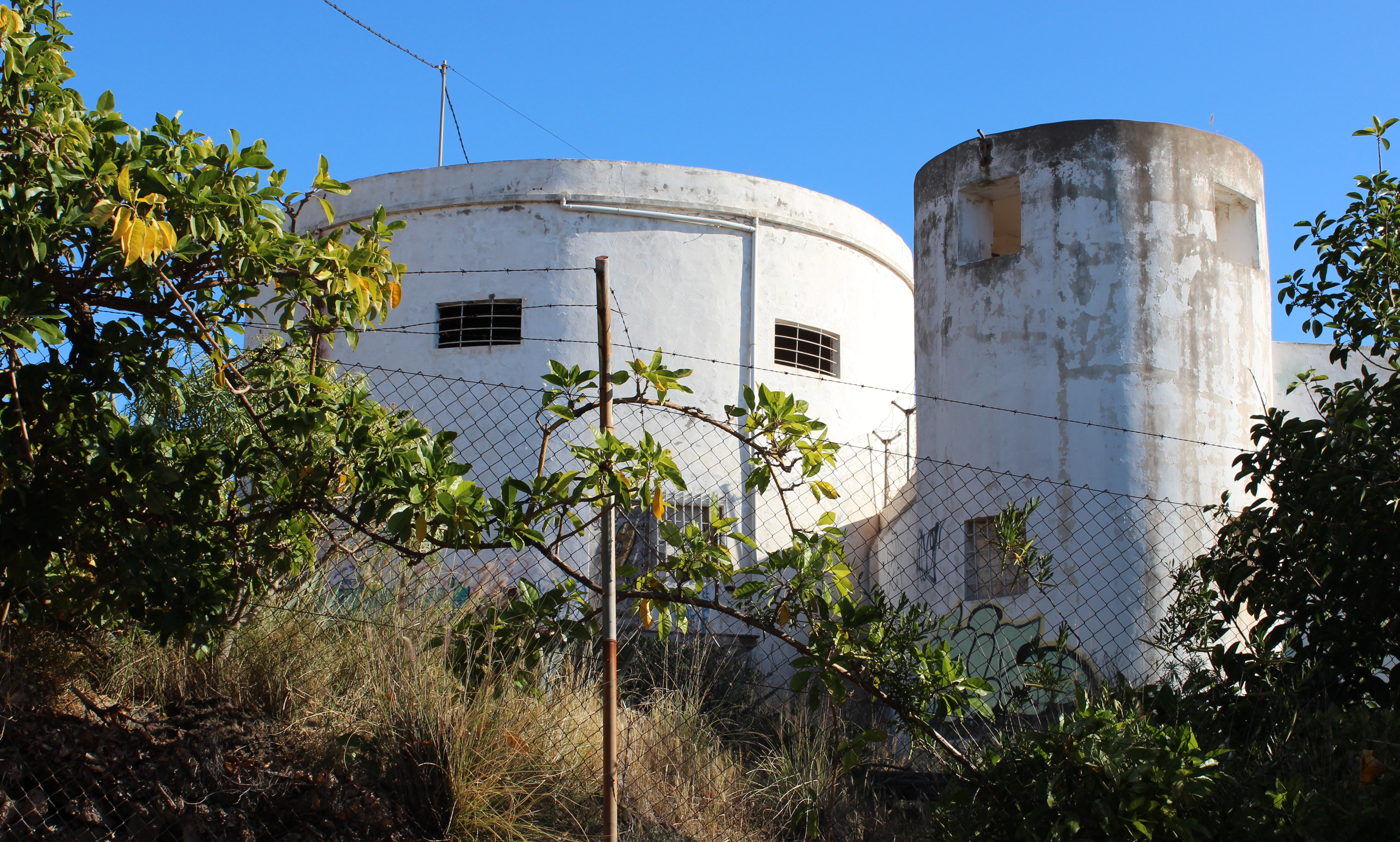
Detalle
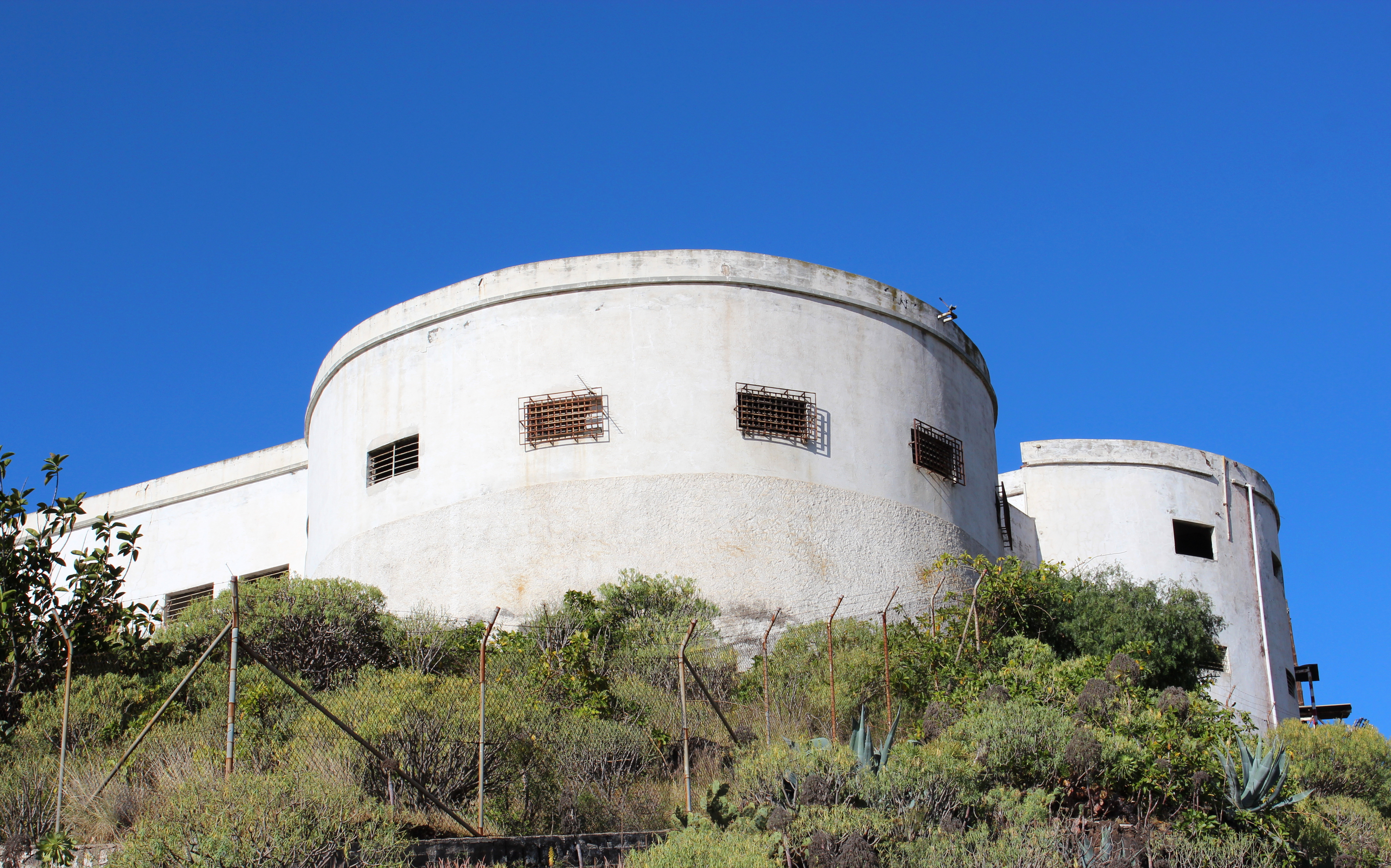
Detalle